# Prototypes and Painkillers
Prototypes and Painkillers è una raccolta di materiale inedito e demo del gruppo punk rock Strung Out, pubblicato dalla casa discografica di Fat Mike, la Fat Wreck Chords.

## Tracce
Tutte le tracce degli Strung Out eccetto dove indicato
1. Don't Look Back - 2:41
2. Novacain - 2:53
3. I'm Not a Loser - 1:28 (Frank Navetta)
4. Novella - 2:59
5. Lost Motel - 3:59
6. Pleather - 3:01*
7. Klawsterfobia - 0:31
8. Ghost Town - 2:06
9. Bark at the Moon - 3:31 (Ozzy Osbourne)
10. Sinner or Coward? - 1:39*
11. Season of the Witch - 2:49
12. Your Worst Mistake - 3:26
13. Betrayal - 2:50
14. More Than Words - 3:28
15. Barfly - 3:10
16. Night of the Necro - 2:10*
17. American Lie - 2:34
18. Dig - 2:54
19. Wrong Side of the Tracks - 2:49
20. Just Like Me - 2:07
21. Mad Mad World - 2:15*
22. Jacqueline - 2:32
23. Velvet Alley - 4:18
24. Ashes - 2:41*
25. Forever Is Today - 2:19 *

* = Versione mai pubblicata

## Formazione
- Jason Cruz - voce
- Jake Kiley - chitarra
- Rob Ramos - chitarra
- Chris Aiken - basso
- Jordan Burns - batteria
- Brad Morrison - batteria
- Jim Cherry - basso
- Adam Austin - batteria